# 丹妮絲·布朗
丹妮絲·布朗（英語：Denise Brown；1963年—），加拿大外交官。其自2022年7月起擔任聯合國駐烏克蘭系統協調員、人道協調員。布朗在聯合國內歷任多個高層職務，涵蓋人道主義協調、維和行動、應急準備及區域協調等領域。她的工作範疇遍及阿富汗、柬埔寨、中非共和國、海地、伊拉克、肯雅、尼日爾和索馬里。除此之外，她還曾在達喀爾、羅馬及紐約聯合國總部及區域辦公室工作。

## 生平
布朗畢業於不列顛哥倫比亞大學，並取得普渡大學兒童發展碩士學位。
其已婚，有3名子女。

## 事蹟
她的職業生涯始於柬埔寨和海地的非政府組織，主要從事社會工作領域。1990年代末，布朗加入聯合國世界糧食計劃署，曾在伊拉克（1998年—1999年）、阿富汗（1999年—2002年）、肯尼亞（2002年—2007年）、索馬里（2007年—2009年）及尼日爾等地任職。她曾與政府和非政府組織（包括索馬里青年黨）合作，處理人道援助通道問題。
從2009年到2011年，她在紐約擔任世界糧食計劃署的高級聯絡官，隨後在2013年至2016年間，她擔任該計劃署的西非和中非地區總監，常駐達喀爾，工作涵蓋20個國家。
2016年至2019年間，她在羅馬的聯合國世界糧食計劃署總部工作，先後擔任應急準備部門主管及政策與計劃部門主管。
從2019年4月至2022年7月，布朗擔任聯合國在中非共和國的多層次綜合穩定特派團副特別代表、常駐協調員及人道主義協調員，致力於加強聯合國在人道主義行動、和平與安全及發展之間的聯繫。在中非共和國，布朗在該國2020年至2021年總統和立法選舉期間領導協調聯合國對2019冠狀病毒病疫情的應對行動以及聯合國的全面選舉援助。
自2022年7月起至2024年8月12日，她擔任聯合國駐烏克蘭系統協調員及人道主義協調員，後由馬蒂亞斯·施梅爾接任聯合國駐烏克蘭協調員一職。